# Aufstand der 104 Männer

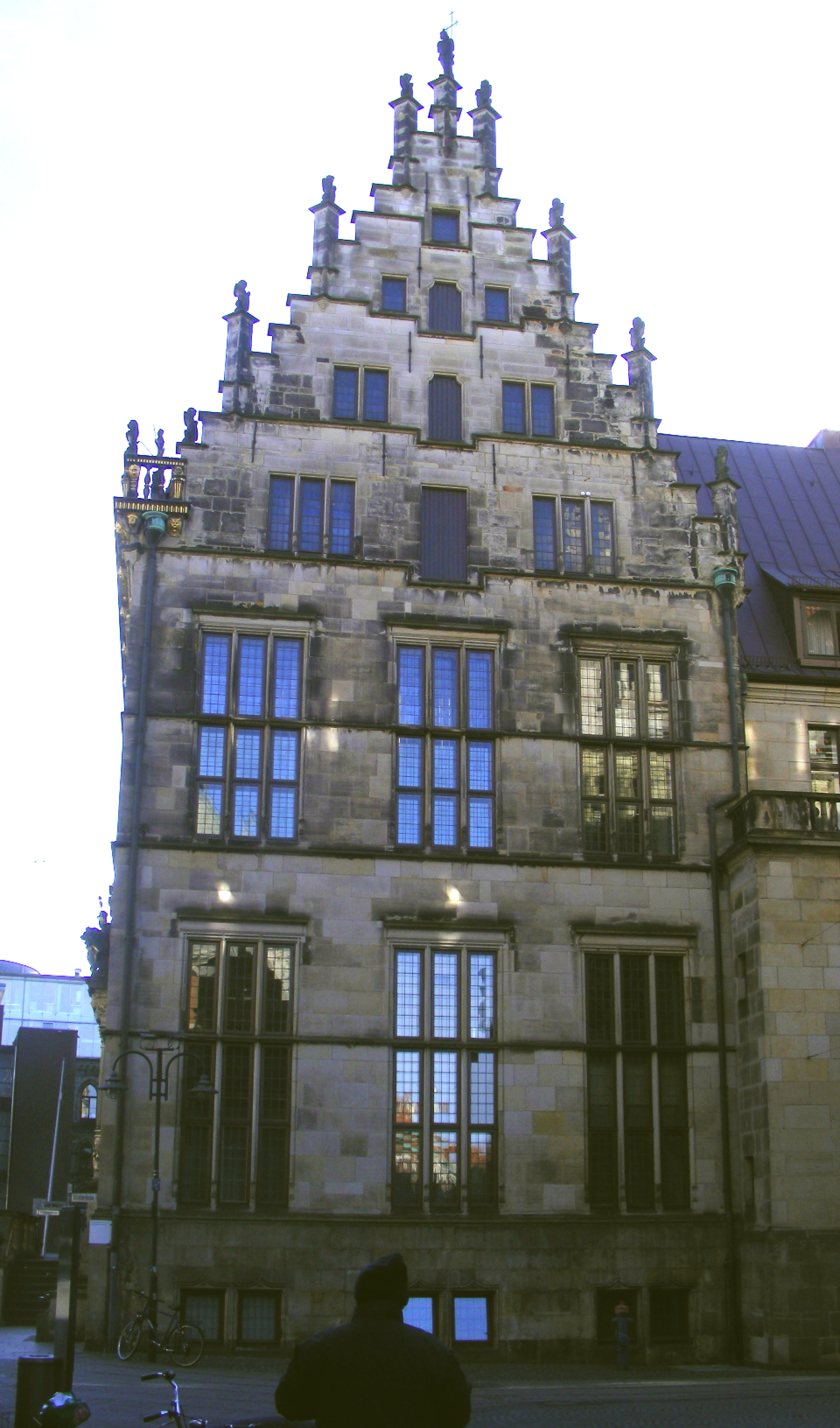
Fünf Jahre nach der kurzzeitigen Enteignung ersetzte man den Schütting 1537/38 durch einen Neubau, dessen Westgiebel seither kaum verändert wurde.

Der Aufstand der 104 Männer (auch die „Einhundertvier“ genannt) war eine Revolte in Bremen im Jahre 1532. Das Gremium der 104 war die erste Vertretung der gesamten Bürgerschaft in Bremen.

## Geschichte
Der Aufstand der 104 Männer war nicht der erste Volksaufstand in Bremen. Schon 1365/66 hatten Zünfte und Unterschicht im sogenannten Bannerlauf dagegen aufbegehrt, dass die Schicht der reichen Kaufleute sich anmaßte, allein die Politik des Gemeinwesens zu bestimmen.

### Erste Unruhen
Von 1530 bis 1532 kam es in der Amtszeit von Bürgermeister Daniel von Büren dem Älteren zu revolutionären Unruhen der städtischen Unterschichten Bremens, die sich an der Nutzung und dem urkundlichen Nachweis des Besitzes der Bürgerweide entzündeten. Zwei Bürgermeister, fünf Ratsherren, das Domkapitel und der Deutschordenskomtur konnten ihre angeblichen partikulären Rechte an der Nutzung der Bürgerweide, die 1159 im Weidebrief von Erzbischof Hartwig I. als Allmendefläche definiert wurde, nicht nachweisen. Einfluss hatten wohl auch die Ideen der Reformation mit der Gleichberechtigung aller Menschen und die schlechten sozialen Bedingungen der Unterschicht.

### Swancke fordert Bürgervertretung
Der Eltermann Heinrich Swancke forderte im Frühjahr 1530 mehr Rechte für die Gemeindesprecher und eine 75-köpfige Bürgervertretung. Schon seine propagierten Forderungen führten dazu, dass Swancke wegen des Verstoßes gegen die Statuten von 1433 und des Bremer Bürgereides zum Tode verurteilt und dann zu Verbannung begnadigt wurde; Unmut kam auf.

### Tod des Komturs
Zunächst entlud sich die Wut der Massen gegen Rolf von Bardewisch, Komtur des Deutschritterordens und Mitbesitzer der Bürgerweiden. Er und fünf seiner Knechte wurden am 10. Mai 1531 ermordet und die Komturei verwüstet. Die Stadt musste danach der Familie des Komturs hohe Entschädigungen gewähren; das führte zu neuem Unmut.

### Gemeindeausschuss statt Ratsausschuss
Der im August 1530 gebildete 16-köpfige Bürgerweideausschuss (vier Mitglieder jeweils für Bremer Rat, Kaufleute, Zünfte und die Gemeindevertreter der vier Kirchspiele) wurde im November 1531 ersetzt durch einen Gemeindeausschuss mit 40 Mitgliedern; jeweils zehn aus den vier Kirchspielen. Der Goldschmied Johann Dove trat dabei mit seinen Forderungen in den Vordergrund.

### Auszug des Domkapitels
Im November 1531 kam es zwischen den Bürgern und dem Domkapitel zu schweren Zusammenstößen. Der neue Bürgerweideausschuss der Gemeinde forderte, dass das Domkapitel die Nutzung der Bürgerweide voll den Bürgern überließe, wenn dieser nicht durch Urkunden eigene Besitzansprüche nachweisen könne. Eine „Komtur-Reise“ als Gewalttat wurde angedroht. Das Domkapitel verließ daraufhin die Stadt nach Verden.

### Die 104 als erste Bürgerschaft
Im Januar 1532 wurde der Bremer Rat gezwungen, unter Androhung der „Komtur-Reise“, den bisherigen Bürgerweideausschuss von 40 auf 104 gewählte Männer, jeweils 26 Vertreter aus jedem der vier Kirchspiele, zu erweitern. Nach der von Bürgermeister von Borken besiegelten Urkunde vom 13. Januar 1532 durfte dieses Gremium in fast allen städtischen Angelegenheiten mitreden. Die 104 stellten damit die erste Bremische Bürgerschaft dar. Sprecher der 104 war Johann Dove.

### Reformation in Bremen
Im Dom durfte seit dem 23. März 1532 nur noch evangelisch gepredigt werden. In einer alten Beschreibung dazu heißt es: „Die 104 Männer schlugen denen auf dem Chor versammelten und in der Absingung ihrer kanonischen Stunden begriffenen Domherren und Vicarien die Bücher zu, geboten ihnen unter großen Drohungen zu schweigen, warfen die Pulte um, und zwangen sie, das Chor zu verlassen. Sie wichen der Gewalt und entfernten sich unter Anführung des Dompropstes Franz Grambeke aus der Stadt“.

### Elterleute entmachtet, Schütting enteignet
Ende Januar 1532 entzündete sich ein heftiger Streit um das Eigentum der Kaufleute-Vereinigung. Die 104 argwöhnten einen Missbrauch der Tonnen- und Bakengelder für den Kauf des Schüttings oder kostspielige Feste. Die Elterleute in Bremen, Vorsteher der Kaufleute, verloren ihre Macht. Die 104 übernahmen die Verwaltung des Schüttings und regelten die Tonnengelder in eigener Regie.

### Bürgermeister, Ratsherren und Prediger weichen aus
Die vier Bürgermeister der Stadt, sechs Ratsherren, der Ratssekretär und einige reiche Bürger flohen nach Warnungen ins bremische Bederkesa. Vergebens versuchten Vertreter der 104 sie zur Rückkehr zu bewegen.
Der evangelische Prediger Jacobus Probst von der Liebfrauenkirche bezeichnete das Wirken der 104 als Sünde und als „Werk des Satans“. Am 30. April verließen er und Johann Timann von der Martinikirche die Stadt.

### Die Bürger und die 104 zerstritten sich
Durch Briefe der geflohenen Ratsmitglieder an die vier Kirchspiele bewirkten diese eine kontroverse Diskussion in Bremen. Die Entwichenen forderten die Auflösung der 104 und versprachen eine Reform des Bremer Stadtrechts von 1433, eine Schlichtung wegen der Bürgerweide und eine Amnestie durch ein Schiedsgericht. Durch neue Briefe spalteten die Entwichenen erfolgreich die Stimmung in der Stadt. Weitere Ratsherren verließen die Stadt. Die konservativen Bürger versammelten und organisierten sich. Die Stimmung wurde erneut angeheizt. Die Kirchspiele St. Stephani und St. Ansgarii standen für die eingeleiteten demokratischen Reformen, die Kirchspiele St. Martini und Unser Lieben Frauen unterstützten jedoch den entwichenen Rat und waren nun für die Abschaffung der 104. Das Interesse der Bürger erlahmte, und von den 104 waren nur noch rund 50 aktiv. Ende August fiel auch das Kirchspiel St. Ansgarii um. Bis auf Johann Dove (Swancke war an der Pest verstorben) fehlte es an kraftvollen Führungspersönlichkeiten. Dieser musste aber einsehen, dass die 104 nun die Mehrheit verloren hatten. Bewaffnete des Rittmeisters der Stadt übernahmen am 28. August die Kontrolle. Dove wurde gezwungen, die gesiegelte Urkunde des Rates zur Einsetzung der 104 zu übergeben. Mit einem Messer wurde die erste wirklich demokratische Verfassung durchstochen und für ungültig erklärt.

### Restauration der Macht des Rats
Dem Rat war es gelungen die Macht wieder zu erlangen. Er kehrte am 5. September feierlich wieder nach Bremen zurück. Bürgermeister von Büren kündigte auf der Basis des Bremer Stadtrechts von 1433 eine reformierte Ordnung an. Er versprach zwar eine Amnestie, aber am 2. Dezember 1532 wurde der Sprecher der 104, der Goldschmied Johann Dove, trotzdem unter fadenscheinigen Gründen verurteilt und hingerichtet. Auch andere Mitglieder der 104 wurden hingerichtet, und 22 Mitglieder der 104 konnten fliehen und verloren ihr Vermögen. Tatsächlich wurde dann bestätigt, dass das alte Stadtrecht von 1433 „zu ewigen Zeiten weitergelten“ sollte. Am 1. Februar 1533 erhielten die Kaufleute den Schütting feierlich zurück. 1534 wurden mit der Verfassung der „Neuen Eintracht“ die Machtbefugnisse des Rates sogar noch gestärkt und der Bremer Bürgereid wurde bestätigt, ergänzt um diese „Reformen“.
Der Machtkampf, ob nach dem Bremer Stadtrecht der Rat weiterhin „vollmächtig“ sei oder ob ein Gleichgewicht zwischen dem Rat und der Gemeinde entstehen könnte, war zugunsten des Rates und der Oberschichten entschieden worden.